# デラウェア級戦艦
デラウェア級戦艦（デラウェアきゅうせんかん、Delaware-class battleships）は、アメリカ海軍の戦艦の艦級。
本級はアメリカ海軍における真の「弩級戦艦」で12インチ連装砲塔5基に増加搭載、20ノットの高速を発揮することができた。本級の2隻は1908年と1909年に就役した。

## 概要
議会は新型艦の建造費が600万ドルを超過しないよう制限していたが、イギリス海軍のドレッドノートの就役と正確な情報の不足に刺激された。アメリカ海軍および議会はドレッドノートを建造途中のサウスカロライナ級戦艦2隻よりもはるかに高性能な艦であると考えていたために、艦形を大型化できる許可を議会から得ることができた。実際のところ、サウスカロライナがドレッドノートに劣るのは速力のみであった。
このため、アメリカ海軍はサウスカロライナ級よりもはるかに強力な戦艦を求め、12インチ連装砲を1基増加して片舷火力を10門とする新型艦を設計した。更に、対水雷艇用の3インチ砲が駆逐艦迎撃用としては威力不足であったため、新たに5インチ速射砲を装備して副砲の火力でもドレッドノートを凌駕していた。この設計に対し、新型機関の採用により速度でも前級より2.5ノット上まわる艦となっていた。
「デラウェア」は1924年に売却解体処分されたが、ノースダコタはワシントン海軍軍縮条約により無線操縦の標的艦に改装されて1931年まで使用されたのち、同年1月7日に除籍、同年3月に解体処分された。

## 艦形について

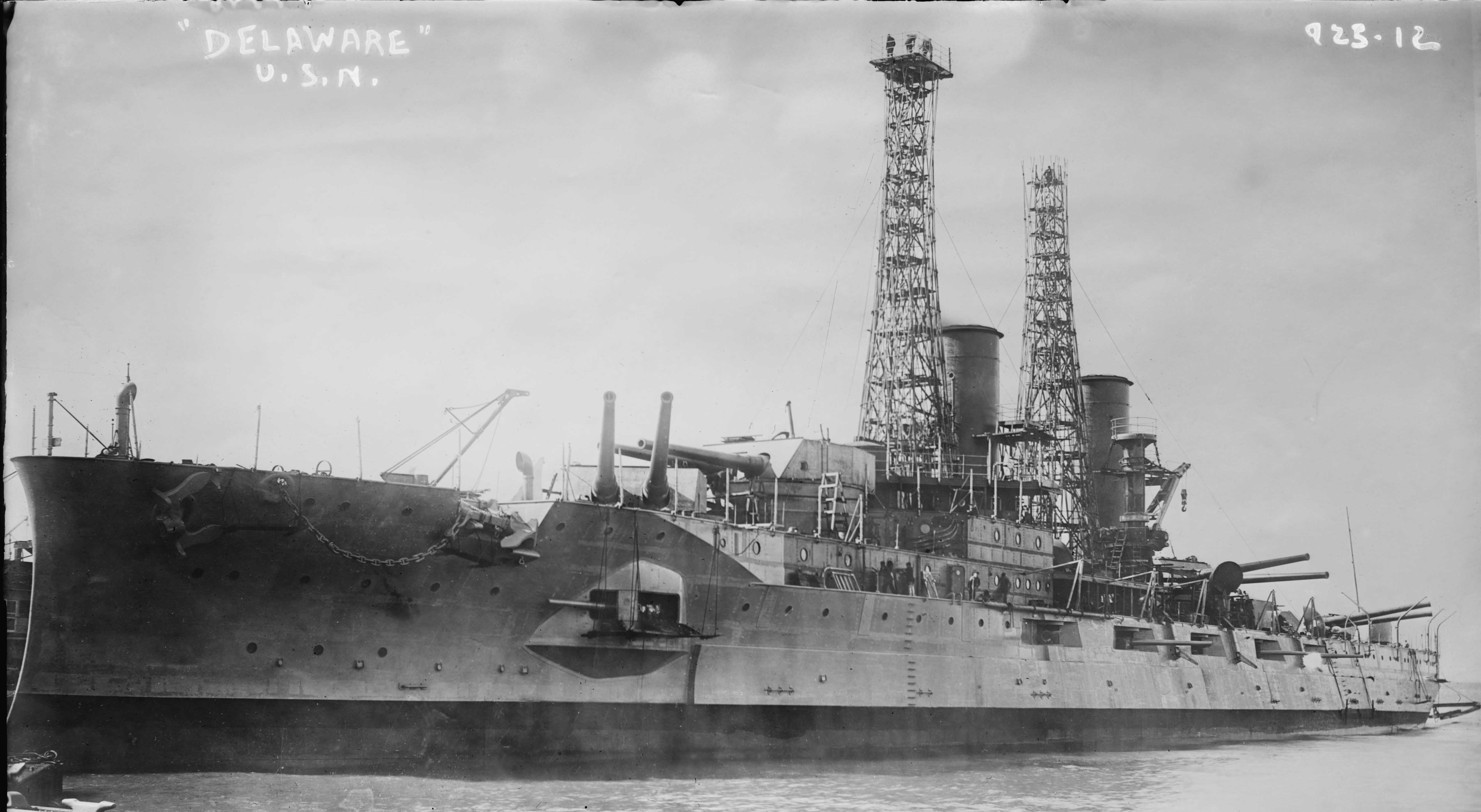
上部構造物を艤装途中のデラウェア。水線部近くに配置する艦首側の副砲がよく判る写真。

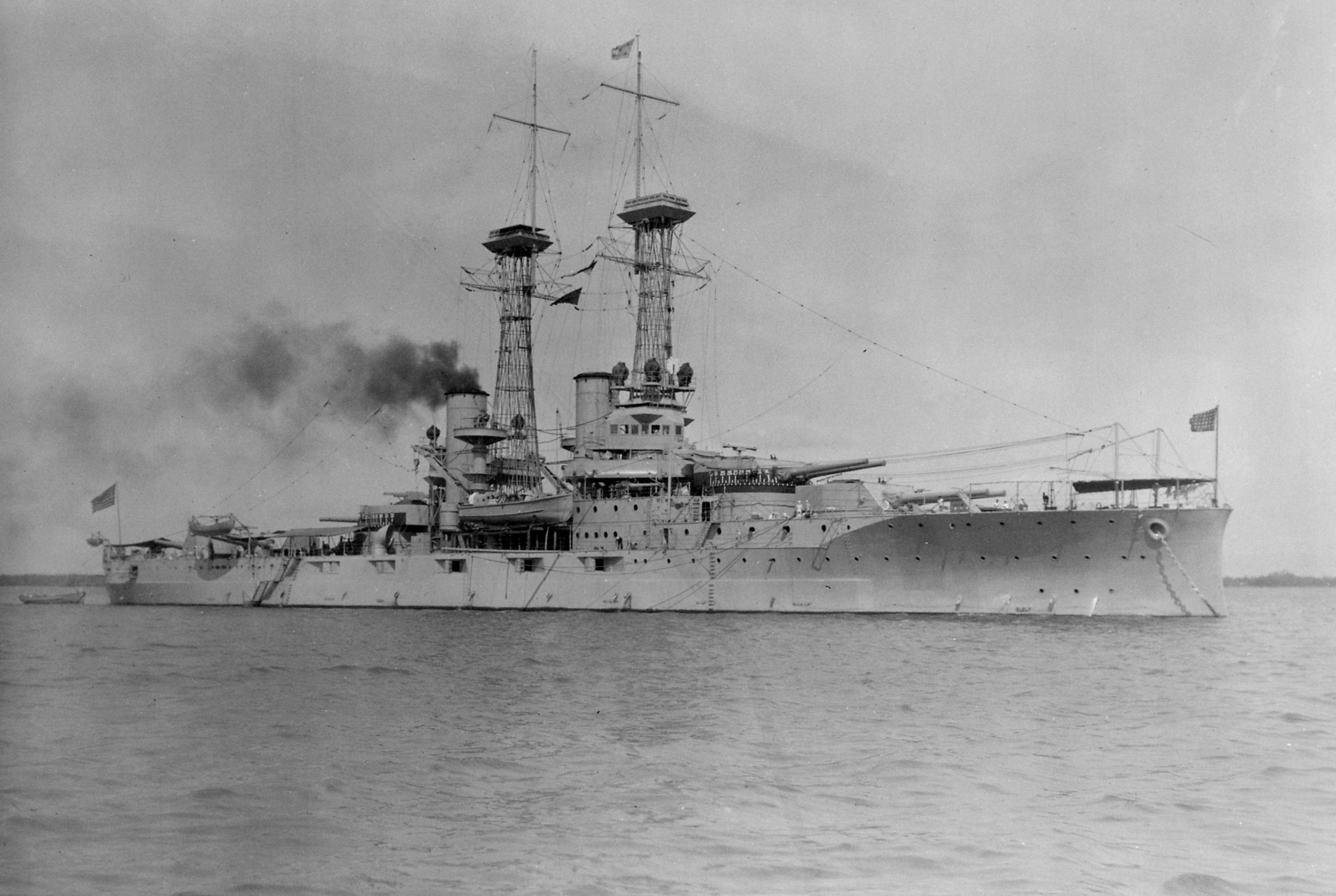
近代化改装後のデラウェア。外洋航海時の戦訓により前後マスト上の見張り所に屋根が設けられ、前部マスト上の航海艦橋は大型化された。

前級の「サウスカロライナ級」は長船首楼型船体であったが、本級の船体形状は武装増加に伴う艦形の肥大化を防ぐべく、艦形を小型化するための工夫として艦首の乾舷のみ高い短船首楼型船体となった。
艦水面下に浮力確保用の膨らみを持つ艦首から艦首甲板上に「Mark 6 30.5cm（45口径）カノン砲」を連装砲塔に納め、1・2番主砲塔を背負い式で2基、2番主砲塔の基部から甲板よりも一段高い艦上構造物が始まり、その上に操舵装置を組み込んだ司令塔が立つ。司令塔の背後からこの当時のアメリカ海軍の大型艦の特色である籠状の前部マストが立ち、司令塔と前部マストを基部として断面図が三角形状の船橋が設けられていた。船橋の中央部に航海艦橋、前部マストの頂上部には露天の見張り所を持つ。前部マストの後部に1番煙突が立ち、そこから甲板一段分下がった左右舷側甲板上が艦載艇置き場となっており、艦載艇置き場の後方に左右に1基ずつ立つ探照灯台を基部とするクレーンにより運用された。1番煙突の後方に籠状の後部マストが立ち、頂上部に露天の見張り台が置かれた。その後方に2番煙突と後部見張所が立つ。
後部甲板上には3番主砲塔が後ろ向きに高所に配置され、その下に4番主砲塔と5番主砲塔が背中合わせに1基ずつ配置されていた。本級の舷側部には「12.7ｃｍ（51口径）速射砲」が重心低下を狙って1番主砲塔の側面部に独立して1基が配置されたが、この位置は波浪の影響を受けやすかったので竣工後に2番主砲塔の側面に移設された。他に船体中央部にケースメイト（砲郭）配置で放射状に単装で5基、艦尾に1基ずつの片舷7基ずつ計14基を配置していた。

## 武装

### 主砲

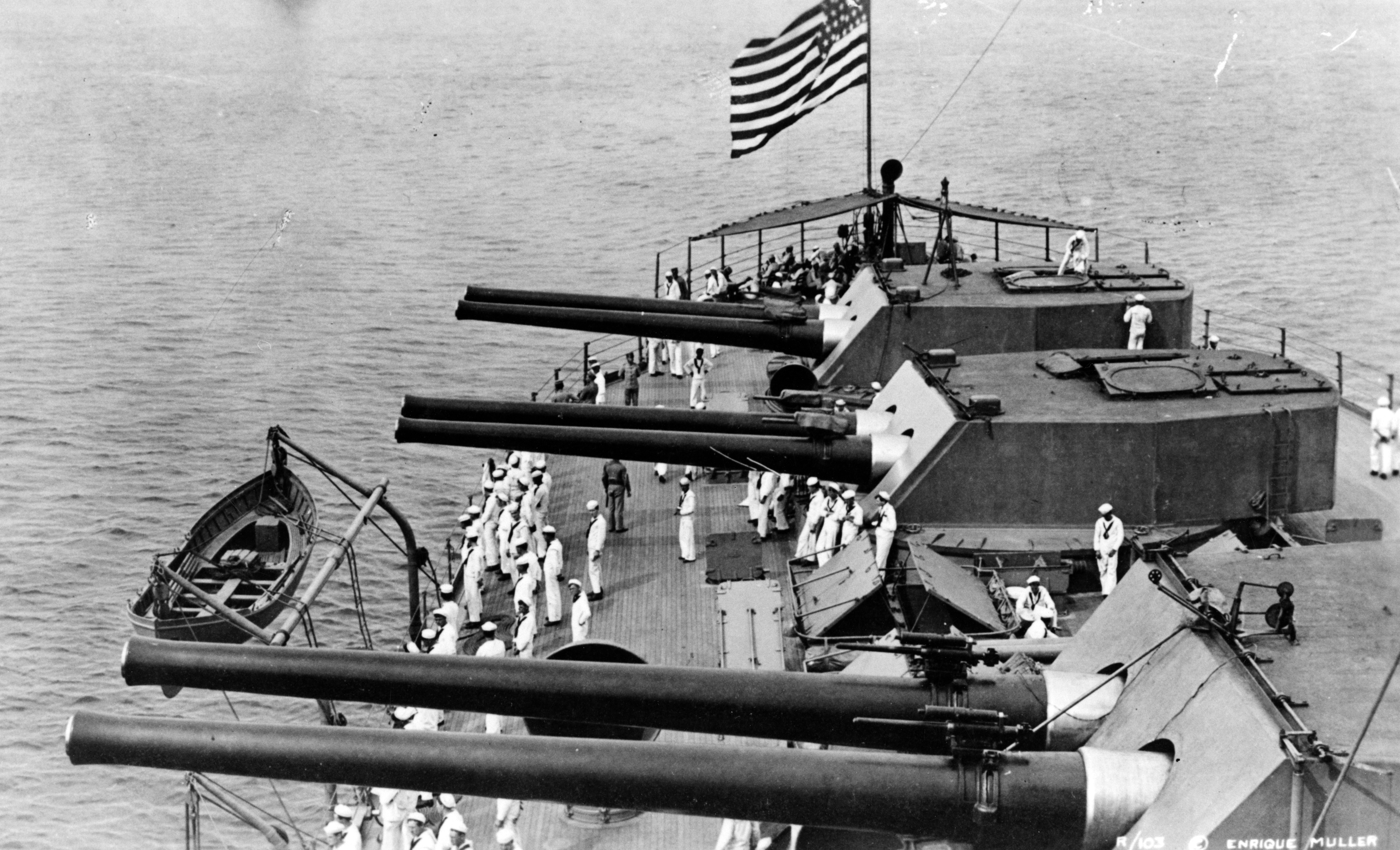
砲術訓練のため右舷側に指向された後部主砲塔群。この頃のアメリカ戦艦の主砲塔上部にはハッチが開いていた。砲身の基部に付いた単装砲は訓練のために主砲の代わりに射撃するための物。

本級の主砲は「Mark 6 30.5cm（45口径）砲」である。その性能は重量394.6kgの砲弾を最大仰角15度で18,290 mまで届かせることが出来、射程10,920 mでハーヴェイ製装甲251 mmを貫通できる性能であったこの砲を連装砲塔に収めた。砲塔の旋回角度は船体首尾線方向を0度として左右150度の広い旋回角度を持ち、砲身の俯仰能力は仰角15度・俯角5度である。主砲身の俯仰・砲塔の旋回・砲弾の揚弾・装填は主に電力で行われ、補助に人力を必要とした。発射速度は毎分2～3発である。
本級の主砲は軽量弾を高初速で撃ちだすために射程と威力には優れるが、斉射時には左右の砲門からの衝撃波が互いに干渉するために遠距離になるほど散布界が広がる傾向にあり、更に艦形が小型な割に重武装であったために斉射時の反動で船体が揺れて照準が狂うなどの問題もあった。更に、イギリスやフランスの同時期の戦艦に比べ、射撃指揮の研究が未熟で、射撃方位盤や測距儀など指揮装置が未装備であった。

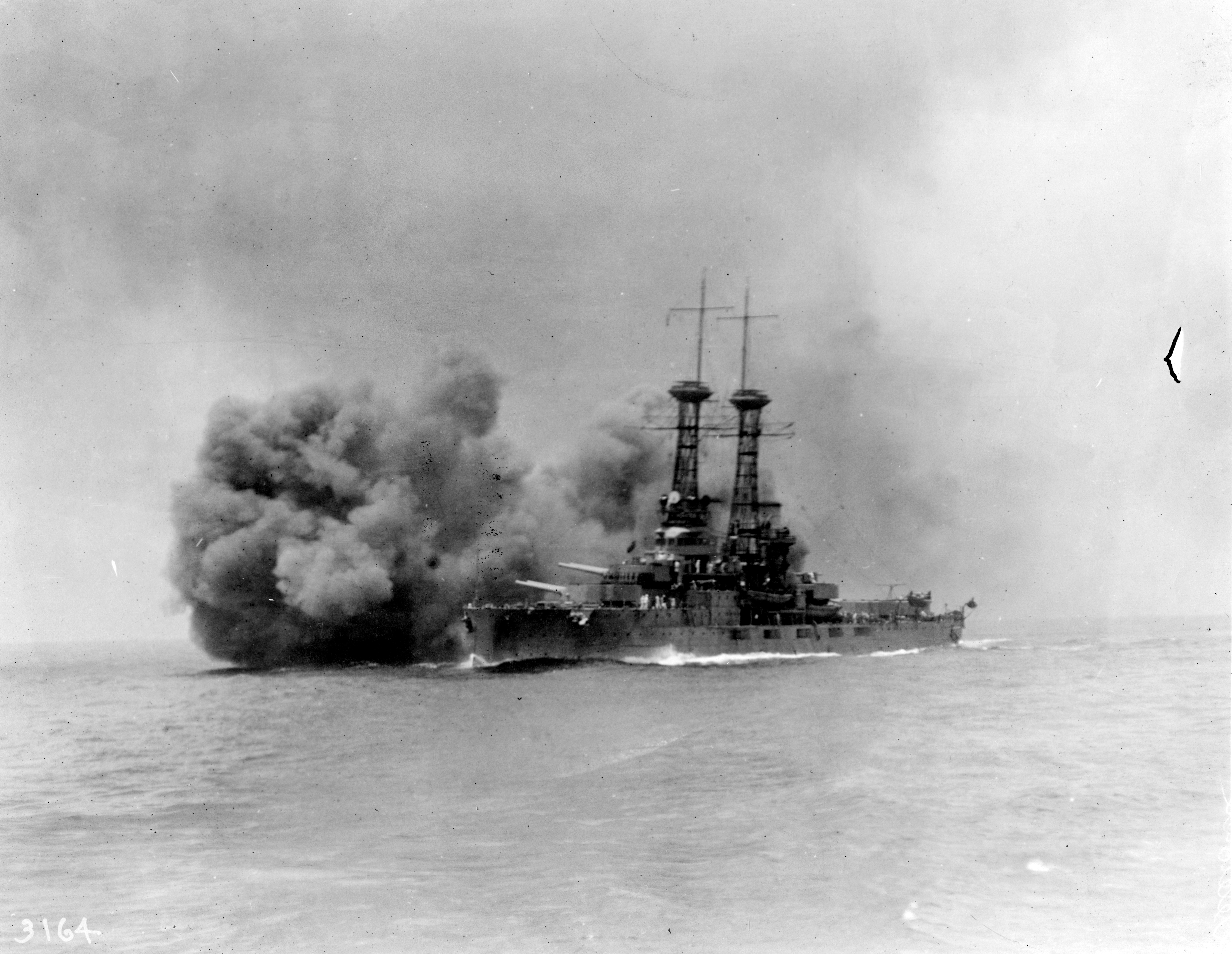
1920年代に撮られた「デラウェア」の主砲訓練。

第一次世界大戦後、ユトランド沖海戦の戦訓によりアメリカ海軍はすべての戦艦に射撃指揮装置と測距儀を装備し、本級もこれに倣ったが、時代は超弩級戦艦の時代に入っていたために、「ニューヨーク級戦艦」ら14インチ砲戦艦のように主砲塔の改造や新型重量弾の開発は行われなかった。このため、既存の主砲弾には空気抵抗を軽減し、跳弾しにくい被帽（カバー）が被せられた改造品を扱い、これを量を減じた装薬で初速を減じて撃ちだす運用に改められた。これにより威力は10,920 mで254mmを貫く威力から274mmを貫通可能となった。

### 副砲、その他備砲、雷装

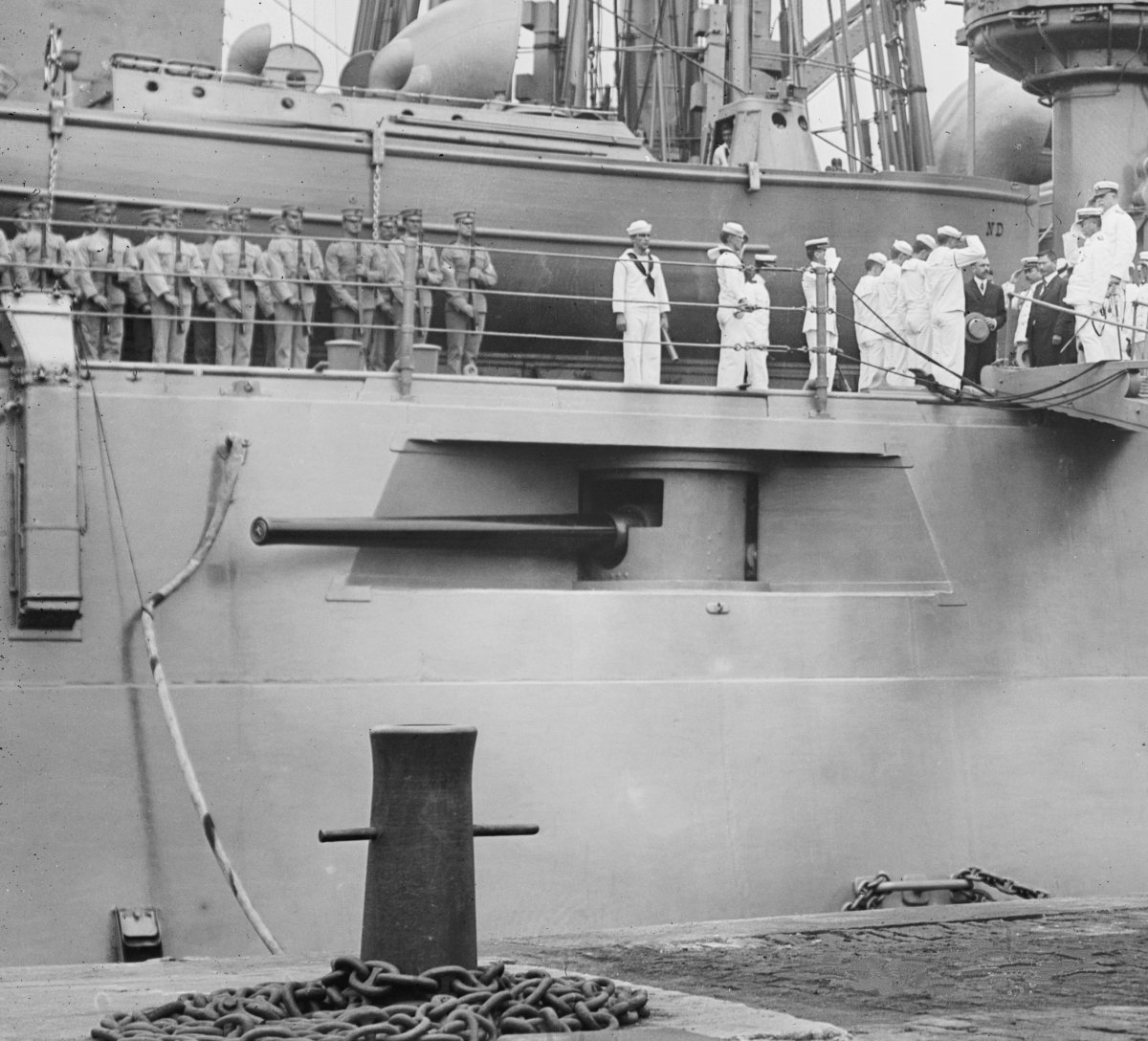
ノースダコタの副砲ケースメイト。

副砲は本級から「1910年型12.7cm（51口径）速射砲」を採用した。その性能は重量47.7 kgの砲弾を最大仰角15度では射程13,720 mまで届かせられるこの砲を舷側ケースメイトで片舷7基ずつ計4基を搭載した。砲架の俯仰能力は仰角15度・俯角10度である、旋回角度は100度の旋回角度を持つ。砲身の俯仰・砲塔の旋回・砲弾の揚弾・装填は主に人力を必要とした。発射速度は毎分6発である。
その他に対艦用に53.3cm魚雷発射管を水線下に2門を装備した。
就役後の1916年に、対空火器として「1914年型 76.2cm（50口径）高角砲」が搭載された。その性能は重量5.9 kgの砲弾を最大仰角85度では射程9,270 mまで届かせられるこの砲を単装砲架で4基搭載したが1918年に追加され計8基となった。砲架の俯仰能力は仰角85度・俯角15度である、旋回角度は露天で360度の旋回角度を持つが、ケースメイトでは旋回角に制限があった。砲身の俯仰・砲塔の旋回・砲弾の揚弾・装填は主に人力を必要とした。発射速度は毎分15～20発である。

## 機関

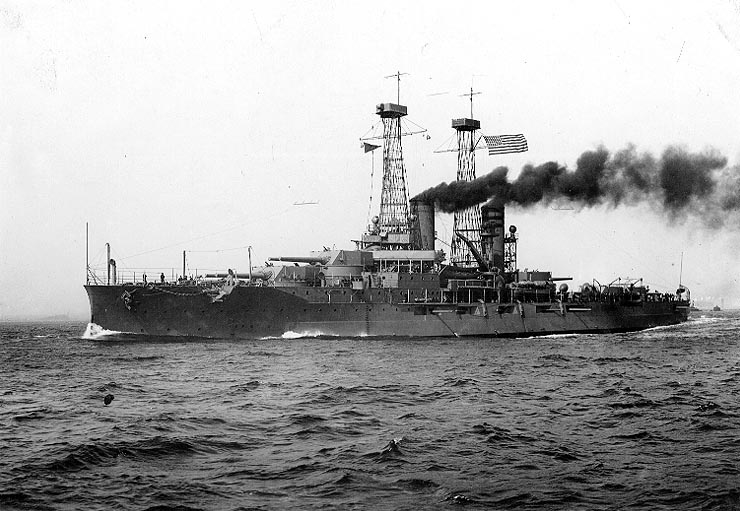
1912年に撮られた「ノースダコタ」。

本級は速力を向上させるために艦形の大型化が認められたため、主ボイラーは増加してバブコック・アンド・ウィルコックス式石炭専焼水管缶14基となった。なお、本級は試験的に2隻それぞれに異なった推進機関が搭載された。1番艦「デラウェア」は直立型3段膨張式4気筒レシプロ機関2基2軸推進を採用し、「ノースダコタ」はカーチス式ダイレクトドライブ（直結）型タービンを装備した。
就役後の公試により最大出力25,000馬力で速力21ノットを発揮した。竣工後の運用の結果、直結タービン搭載の「ノースダコタ」はレシプロ機関のデラウェアよりも航続距離が短いことが判明した。これは当時のタービンは加速・減速の調整が難しく、巡航速度以外では燃費が悪かったためである。このため、1917年に「ノースダコタ」はイギリス製のパーソンズ式ギヤードタービンに換装されて航続距離の延伸を図った。このタービンは性能がよく、「ノースダコタ」が条約により廃艦が決まった時に、国産のカーチス式タービンの燃費が悪かった「ネヴァダ」に移植され使い続けられた。

## 同型艦
デラウェア
バージニア州ニューポート・ニューズ造船所で起工造船所にて1907年11月11日に起工、1909年2月9日に進水、1910年4月4日に就役。ワシントン海軍軍縮条約に従い1923年11月10日に除籍後、ボストン海軍造船所で解体処分。
ノース・ダコタ
マサチューセッツ州クインシーのフォアリバー造船所にて1907年12月16日に起工、1909年11月10日に進水、1910年4月11日に就役。ワシントン海軍軍縮条約に従い1923年11月22日に退役後に標的艦となる。1931年1月7日に除籍され、3月16日にスクラップとして解体処分。

## 参考図書
- 「世界の艦船 増刊第22集　近代戦艦史」（海人社）
- 「世界の艦船 増刊第83集　近代戦艦史」（海人社）
- 「世界の艦船 増刊第28集　アメリカ戦艦史」（海人社）
- 「Conway All The World's Fightingships 1906–1921」（Conway）
- 「Conway All The World's Fightingships 1922-1946」（Conway）
- 「Jane's Fighting Ships Of World War I」（Jane）